# Ein Brief (Hofmannsthal)
Ein Brief, auch Brief des Lord Chandos an Francis Bacon oder Chandos-Brief genannt, ist ein Prosawerk des österreichischen Schriftstellers Hugo von Hofmannsthal. Es wurde im Sommer 1902 verfasst und erschien am 18. und 19. Oktober 1902 in zwei Teilen in der Berliner Zeitung Der Tag.
Zentrale Themen des fiktiven Briefs sind die Kritik der Sprache als Ausdrucksmittel und die Suche nach einer neuen Poetik. Der Chandos-Brief gilt darüber hinaus als eines der wichtigsten literarischen Dokumente der kulturellen Krise um die Jahrhundertwende. Er wurde zum Gegenstand zahlloser Interpretationen in der Literaturwissenschaft.

## Inhalt
Der Autor des Briefes ist der fiktive Philipp Lord Chandos, der hier als 26-jähriges Dichtergenie im Jahre 1603 an seinen älteren Mentor schreibt, den Philosophen und Naturwissenschaftler Francis Bacon. Der junge Poet kann auf ein hoch gelobtes Frühwerk zurückblicken; nun aber, nach „zweijährigem Stillschweigen“, bezweifelt er, noch derselbe zu sein wie der Verfasser seiner Gedichte. Er spricht von einem „brückenlosen Abgrund, [der ihn von seinen Dichtungen trenne,] und die ich, so fremd sprechen sie mich an, mein Eigentum zu nennen zögere.“ (S. 462)
Sein früheres Verständnis von Dichtung (Poetik) beschreibt Lord Chandos zunächst so: Kern seiner Dichtung war die Form, „die Erkenntnis der […] tiefen, wahren, inneren Form, die jenseits des Geheges der Kunststücke erst geahnt werden kann, die, von welcher man nicht mehr sagen kann, daß sie das Stoffliche anordne, denn sie durchdringt es, sie hebt es auf und schafft Dichtung und Wahrheit zugleich […]. Dies war mein Lieblingsplan.“ (S. 462) – „Mir erschien damals in einer Art von andauernder Trunkenheit das ganze Dasein als eine große Einheit: geistige und körperliche Welt schien mir keinen Gegensatz zu bilden, ebensowenig höfisches und tierisches Wesen, Kunst und Unkunst“ (S. 463f); „es ahnte mir, alles wäre Gleichnis und jede Kreatur ein Schlüssel der andern“ (S. 463).
Doch diese Poetik ist nun Vergangenheit. Es gibt keine Einheit mehr zwischen Natur und Kunst, Körper und Seele oder Sprache und Empfindung. Diese Einheiten sind dauerhaft zerrissen. „Mein Fall ist in Kürze dieser: Es ist mir völlig die Fähigkeit abhanden gekommen, über irgend etwas zusammenhängend zu denken oder zu sprechen. […] Ich empfand ein unerklärliches Unbehagen, die Worte 'Geist', 'Seele' oder 'Körper' nur auszusprechen, [denn] die abstrakten Worte, deren sich doch die Zunge naturgemäß bedienen muß, um irgendwelches Urteil an den Tag zu geben, zerfielen mir im Munde wie modrige Pilze“ (S. 465).
„Mein Geist zwang mich, alle Dinge, die in einem […] Gespräch vorkamen, in einer unheimlichen Nähe zu sehen […]. Es gelang mir nicht mehr, sie mit dem vereinfachenden Blick der Gewohnheit zu erfassen. Es zerfiel mir alles in Teile, die Teile wieder in Teile, und nichts mehr ließ sich mit einem Begriff umspannen. Die einzelnen Worte schwammen um mich“ (S. 466). Diese detaillierte/zergliedernde Weltsicht führt dazu, dass der Detailreichtum des Gegenstandes nicht mehr adäquat durch ein Wort erfasst werden kann. Es gelingt Chandos nicht mehr, die Welt durch Sprache zu ordnen. Die Wörter werden ihm zu „Wirbeln […], in die hinabzusehen mich schwindelt, die sich unaufhaltsam drehen und durch die hindurch man ins Leere kommt“ (S. 466).
Die Empfindungen dagegen werden ihm umso größer, erhabener, ergreifender. Kein Wort hat mehr die Fähigkeit, die „sanft und jäh steigende() Flut göttlichen Gefühles“ (S. 467) zu erfassen. Das „Hinüberfließen [oder] Fluidum“ (S. 468) der Empfindung zum Objekt der Empfindung löst auch die Grenzen des Subjektes auf. Subjekt und Sprache waren eine Einheit; nun sind sie in Auflösung begriffen. Der Sprachlosigkeit folgt die innere Leere, die „Gleichgültigkeit“ (S. 470).
Denn die heftige Empfindung muss stumm bleiben: „(D)as Ganze ist eine Art fieberisches Denken, aber Denken in einem Material, das unmittelbarer, flüssiger, glühender ist als Worte. Es sind gleichfalls Wirbel, aber solche, die nicht wie die Wirbel der Sprache ins Bodenlose zu führen scheinen, sondern irgendwie in mich selber und in den tiefsten Schoß des Friedens.“ (S. 471) Die Lösung aus der Sprachkrise ist, durch nach außen hin unauffälliges sprachloses Leben, eine nach innen hin neue Sprache zu erschaffen (ohne Werte-Moment der Epiphanie, einsam mit sich und den Gegenständen). Die Konsequenz für Chandos ist, das Schreiben ganz aufzugeben und auf eine neue Sprache zu hoffen (Die Sprache der Gegenstände).

## Einordnung
Hofmannsthal war zum Zeitpunkt der Veröffentlichung 28 Jahre alt, die Parallele zur Figur des gerade 26-jährigen Lord Chandos ist unübersehbar. Wie Chandos konnte Hofmannsthal auf ein hoch gelobtes Frühwerk zurückblicken, an dem er nun gemessen werden würde und in dessen Schatten er sich verunsichert fühlte. Allerdings ging der Abfassung des Chandos-Briefs keine zweijährige Schreibpause voraus; in den Jahren bis 1902 hatte Hofmannsthal stetig Dramen und Erzählungen produziert und an einer Habilitationsschrift gearbeitet.
Von einer Krise in Hofmannsthals sprachlicher Ausdrucksfähigkeit kann also nicht die Rede sein; der Brief ist rhetorisch äußerst gewandt formuliert. Vielmehr muss er im Kontext seines eigenen Schaffens als künstlerisches Manifest (also poetologisch) gelesen werden.
Der Brief enthält eine Absage an die „tiefe, wahre, innere Form“, auf die ihn Stefan George eingeschworen hatte. Demgegenüber formuliert er ein Verlangen nach einer Ausdrucksmöglichkeit, die das Sprachliche überwinden kann, „eine Sprache, von deren Worten mir auch nicht eines bekannt ist, eine Sprache, in welcher die stummen Dinge zu mir sprechen“ (S. 472). Die „Trunkenheit“ der frühen Kunst kann nicht mehr erreicht werden; die Utopie einer solchen neuen Sprache, die „unmittelbarer, glühender ist als Worte“ erscheint ebenso unerreichbar.
Diese fast mystischen Formulierungen bilden die Basis für Hofmannsthals Poetik nach der Jahrhundertwende. Sie sind aber auch exemplarisch für die zahlreichen heterogenen Versuche deutschsprachiger Schriftsteller, sich von der Schreibweise des Fin de Siècle abzulösen und eine neue Richtung der Moderne einzuschlagen.
Hofmannsthal war nicht der einzige Schriftsteller der Jahrhundertwende, der die Sprache als unzulänglich empfand (siehe Sprachskepsis). Eine ganze Reihe von Kunstformen blühte auf, in denen die Sprache weniger gebraucht wurde: Tanz, Ballett, Pantomime, Stummfilm, Drama, die Kunstrichtung des Expressionismus und die ornamentale Kunst des Jugendstils. Man baute auf Geste und Gebärde und auf das Ornament als expressive Mittel. Dem Körper traute man zu, Emotionen vollständiger zu vermitteln, als es die Sprache je könnte.

## Ausgaben
- Ein Brief. Von Hugo von Hofmannsthal. In: Der Tag. Berlin, Nr. 489, 18. Oktober 1902 (Teil 1); Nr. 491, 19. Oktober 1902 (Teil 2). (Erstdruck.)
- Hugo von Hofmannsthal: Ein Brief. 1901. In: Hugo von Hofmannsthal: Das Märchen der 672. Nacht und andere Erzählungen. Wiener Verlag, Wien/Leipzig 1905, S. 97–123 (von Hofmannsthal als mangelhaft verworfener Erstdruck als Buch).
- Hugo von Hofmannsthal: Ein Brief. In: Hugo von Hofmannsthal: Die prosaischen Schriften. Band 1, S. Fischer, Berlin 1907, S. 53–76 (im Rahmen einer ersten Sammelausgabe mit von Hofmannsthal vorgenommenen Änderungen; online als Scan zugänglich: data.onb.ac.at/book/AC00691997).
- Hugo von Hofmannsthal: Brief des Lord Chandos an Francis Bacon, Faksimile-Ausgabe nach der Handschrift des Dichters aus dem Nachlaß von Lili Schalk, mit einem Begleittext hrsg. v. Rudolf Hirsch, Agora-Verlag, Darmstadt 1975 (ISBN 978-3-87008-058-7, ÖNB Signatur Cod. Ser. n. 13954 HAN MAG, online als Scan zugänglich: data.onb.ac.at/rec/AC13938138).
- Hugo von Hofmannsthal: Ein Brief. In: Hugo von Hofmannsthal: Gesammelte Werke in zehn Einzelbänden, Band 7: Erzählungen, erfundene Gespräche und Briefe, Reisen. Fischer, Frankfurt am Main 1979, ISBN 3-596-22165-X (hier zitierte Ausgabe).
- Hugo von Hofmannsthal: Ein Brief. In: Hugo von Hofmannsthal: Sämtliche Werke XXXI. Erfundene Gespräche und Briefe. Herausgegeben von Ellen Ritter. S. Fischer, Frankfurt am Main 1991, ISBN 3-10-731531-1, S. 45–55 (maßgebliche kritische Ausgabe).

## Sekundärliteratur
- Werner Kraft: Der Chandos-Brief und andere Aufsätze über Hofmannsthal. Agora, Darmstadt 1977, ISBN 3-87008-063-9.
- Christian L. Haart Nibbrig: Rhetorik des Schweigens. Suhrkamp, Frankfurt am Main 1981.
- Andreas Härter: Der Anstand des Schweigens: Bedingungen des Redens in Hofmannsthals Brief. Bouvier, Bonn 1989, ISBN 3-416-02193-2.
- Helmut Koopmann: Deutsche Literaturtheorien zwischen 1880 und 1920. Eine Einführung. Wissenschaftliche Buchgesellschaft, Darmstadt 1997, ISBN 3-534-08033-5.
- Roland Spahr (Hrsg.): Lieber Lord Chandos': Antworten auf einen Brief. S. Fischer, Frankfurt am Main 2002, ISBN 3-10-075118-3.
- Hofmannsthal-Jahrbuch zur europäischen Moderne 11 (2003) (= Sonderband 100 Jahre Chandos-Brief), ISBN 978-3-7930-9355-8 (Verlagsmeldung).
- Heinz Hiebler: Hugo von Hofmannsthal und die Medienkultur der Moderne. Königshausen & Neumann, Würzburg 2003, ISBN 3-8260-2340-4.
- Timo Günther: Hofmannsthal: Ein Brief. Wilhelm Fink, München 2004, ISBN 3-7705-3776-9.
- Andrea Rota: Ernst Mach e le epifanie di Lord Chandos. In: Il Confronto Letterario. Quaderni del dipartimento di Lingue e Letterature Straniere Moderne dell’Università di Pavia. 44/2005, Mauro Baroni Editore, ISBN 88-8209-393-X, S. 97–110.
- Wolfgang Riedel: Homo Natura. Literarische Anthropologie um 1900. Walter de Gruyter, Berlin 1996, ISBN 3-11-015112-X, S. 1–40.
- Mario Zanucchi: Nietzsches Abhandlung Ueber Wahrheit und Lüge im außermoralischen Sinne als Quelle von Hofmannsthals Ein Brief. In: Jahrbuch der deutschen Schillergesellschaft 54 (2010), S. 264–290.
- Pascal Quignard: La Réponse à Lord Chandos, Éditions Galilée, Paris 2020, ISBN 978-2-7186-0995-9.